# Tomoko Kawakami
Tomoko Kawakami (jap. 川上 とも子 Kawakami Tomoko; ur. 25 kwietnia 1970 w Tokio, zm. 9 czerwca 2011 tamże) – japońska seiyū pochodząca z Tokio. Po ukończeniu Tōhō Gakuen School of Music, Kawakami związana była z Production Baobab. Zmarła w 2011 roku w wieku 41 lat na raka jajnika.

## Filmografia
Ważniejsze role są pogrubione

### Seriale anime
- Air (Misuzu Kamio)
- Amaenaide yo (Sumi Ikuina)
- A Little Snow Fairy Sugar (Sugar)
- Angelic Layer (Madoka Fujisaki)
- seria Aria (Athena Glory)
- Ashita no Nadja (Shudefan)
- Battle Athletes Victory (Chris Christopher)
- Best Student Council (Cyndi Manabe)
- Betterman (Sēme)
- Bleach (Soifon w odc 24-205)
- Bucky – The Incredible Kid (Pink)
- Cardcaptor Sakura (Rika Sasaki)
- Chrono Crusade (Rosette Christopher)
- Clannad (dziewczyna z Illusionary World)
- Cyborg 009 (Cynthia)
- Darker than Black (Amber)
- Dear Boys (Yukiko Kawasaki)
- Yami no matsuei: Ostatni synowie ciemności (Kazusa Otonashi)
- Detective School Q (Kazuma Narusawa)
- Di Gi Charat Nyo! (Chibi Akari, Kareida-san)
- Doki Doki School Hours (Akane Kobayashi)
- Elfen Lied (Mariko)
- F-Zero GP Legend (Sasuke Reina)
- Fullmetal Alchemist (Kyle w odc. 9)
- seria Tajemnica przeszłości (Chiriko)
- Gakuen Heaven (Satoshi Umino)
- Gaiking (Lulu)
- Genesis of Aquarion (Futaba)
- Great Teacher Onizuka (Hoshino w odc. 28)
- Ghost Stories (Satsuki Miyanoshita)
- Godannar (Luna)
- Harukanaru Toki no Naka de (Akane Motomiya)
- Hikaru no go (Hikaru Shindō)
- I'm Gonna Be An Angel! (Noelle)
- Jigoku Shōjo (Yoshimi Kuroda w odc. 1)
- Jinki: Extend (Elnie Tachibana)
- Kanon (Sayuri Kurata)
- Kara no kyōkai (Ryougi Shiki (Drama CD))
- Magical Girl Pretty Samy TV (Konoha Haida/Funky Connie)
- Shijō saikyō no deshi Ken’ichi (Miu Fūrinji)
- Martian Successor Nadesico (Eri, Ai)
- MegaMan NT Warrior (Princess Pride)
- Mirmo! (Wakaba)
- Mon Colle Knights (Fearī)
- NieA 7 (Kāna)
- Nodame Cantabile (Elise, Puririn)
- One Piece (Amanda)
- Orphen: Revenge (Licorice Nelson)
- Paranoia Agent (Heroin)
- Piano: The Melody of a Young Girl's Heart (Yūki Matsubara)
- Pokémon (Ayame, Takami, Hikari's Mimirol, Pokédex (region Sinnoh))
- Popotan (Mai Konami)
- Rune Soldier (Merrill)
- Rewolucjonistka Utena (Utena Tenjō)
- Saiyuki Reload Gunlock (Lirin)
- Saru Get You -On Air- (Natsumi)
- Keroro Gunsō (Fuyuki Hinata)
- Król szamanów (Pirika, Mini Mongomeri)
- Steel Angel Kurumi (Eiko Kichijōji)
- Tactics (Yōko)
- The Law of Ueki (Ai Mori)
- The Twelve Kingdoms (Rangyoku)
- The World of Narue (Ran Tendō)
- Those Who Hunt Elves (Annette, Emily)
- Those Who Hunt Elves 2 (Annette, Pichi)
- Tokyo Mew Mew (Ayano Uemura w odc. 28)
- Touch: Miss Lonely Yesterday (Kōchi)
- Trinity Blood (Elise Wasmeyer w odc. 8)
- Uta Kata (Satsuki Takigawa)
- Yakitate!! Japan (Księżniczka Anne w odc. 31)

### Pełnometrażowe anime
- Air (Misuzu Kamio)
- Bleach: Memories of Nobody (Soifon)
- Bleach: The DiamondDust Rebellion (Soifon)
- Lupin; Alcatraz Connection (Monica)
- InuYasha the Movie: Affections Touching Across Time (Hari)
- Keroro Gunso the Super Movie (Fuyuki Hinata)
- Keroro Gunso the Super Movie 2: The Deep Sea Princess (Fuyuki Hinata)
- Keroro Gunso the Super Movie 3: Keroro vs. Keroro Great Sky Duel (Fuyuki Hinata)
- Revolutionary Girl Utena: The Adolescence of Utena (Utena Tenjō)